# Miko Tripalo
Miko Tripalo (Sinj, 16 août 1926 - Zagreb, 11 décembre 1995) est un homme politique yougoslave et Croate, qui s'est notamment porté soutien du Printemps croate des années 1970 et fut à l'origine de la création du Parti populaire croate lors de l'indépendance de la Croatie.